# Holany
Holany (německy Hohlen) jsou městys v jihozápadní části okresu Česká Lípa v Libereckém kraji. Žije zde 564 obyvatel. Okolo městysu se nachází soustava Holanských rybníků.

## Historie
První písemná zmínka o Holanech pochází z roku 1352 na obchodní stezce mezi Litoměřicemi a Českou Lípou. Uvádí  na seznamu farních vsí spadajících do působnosti děkanátu v České Lípě a řadí tak vesnici sídlům kraje. V roce 1405 byly Holany městečkem s hrdelním právem a městským znakem, na němž byla stříbrná zeď s cimbuřím a dvěma věžemi, mezi nimiž je bříza. Během 15. století se obec dostala, tehdy jako součást rybnovského zboží (Rybnov je dnes část Holan) do držení Vartenberků, stejně jako rozsáhlá území kolem České Lípy. Scelené statky byly v 16. století uváděny jako novozámecké zboží, jehož centrum bylo na nově vybudovaném (odtud název) zámku v Zahrádkách. Výhodná poloha z obce vytvořila středisko trhů. Tuto pozici však ztratila v 19. století po stavbě silnic v jiných částech krajiny. Městečko dvakrát poničil požár roku 1545 a v roce 1863, kdy v něm shořelo 27 domů. Ve 14. století byl v obci postaven kostel, přestavěný v barokním slohu na kostel svaté Maří Magdaleny. V roce 1680 vedl zdejší rychtář, otec osmi dětí, Michal Tietze selské povstání, za což byl roku 1680 popraven. Zdejší soustava rybníků vznikla postupně v 16. až 17. století.
Dne 28. srpna 1938 se zde konala antifašistická slavnost sbratření Čechů a Němců, kterou dodnes připomíná pamětní deska na shromaždišti.

## Obyvatelstvo
| Rok            | 1869  | 1880  | 1890  | 1900  | 1910 | 1921 | 1930 | 1950 | 1961 | 1970 | 1980 | 1991 | 2001 | 2011 | 2021 |
| -------------- | ----- | ----- | ----- | ----- | ---- | ---- | ---- | ---- | ---- | ---- | ---- | ---- | ---- | ---- | ---- |
| Počet obyvatel | 1 330 | 1 186 | 1 060 | 1 021 | 991  | 938  | 927  | 498  | 505  | 428  | 401  | 401  | 480  | 520  | 558  |
| Počet domů     | 206   | 210   | 211   | 221   | 204  | 199  | 203  | 147  | 108  | 95   | 88   | 94   | 141  | 194  | 213  |

## Správa městyse
Od 10. října 2006 byl obci vrácen status městyse.

### Části městyse
- Holany (V katastrálním území Holany stojí také osady Babylon a Sádky)
- Hostíkovice
- Loubí
- Oslovice
- Rybnov

### Symboly městyse
Vlajka byla městysi udělena rozhodnutím předsedy Poslanecké sněmovny Parlamentu České republiky dne 27. února 2004.

## Cestovní ruch

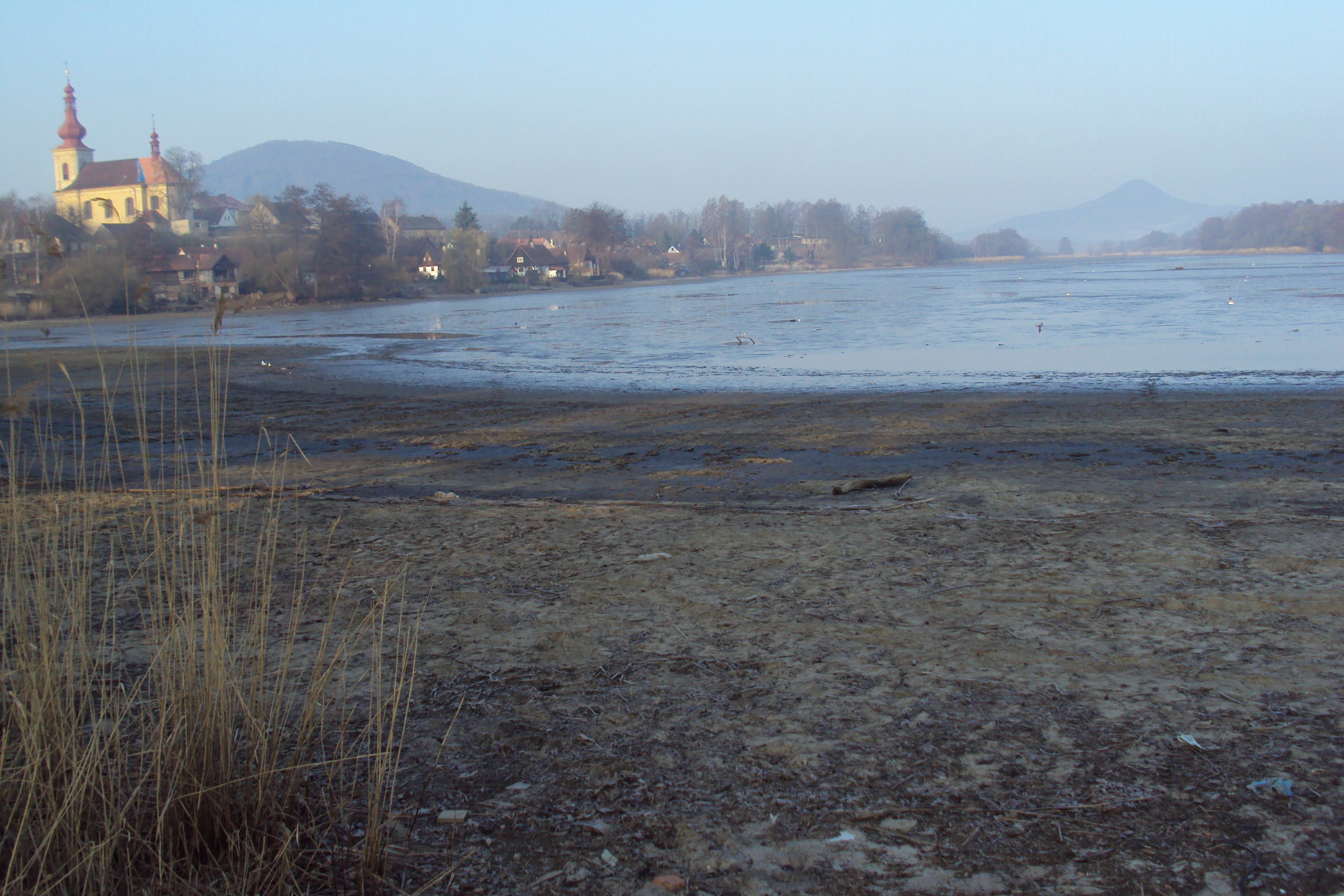
Vypuštěný Holanský rybník (2011)

Holany leží na břehu Holanského rybníka, který je součástí komplexu Holanských rybníků. Bylo jich původně 23. Soustava Holanských rybníků byla budována od 15. století. Holanský rybník existoval nejpozději v letech 1437 – 1440, kdy jeho voda chránila tvrz Rybnov na skalnaté vyvýšenině nedaleko hráze. U Milčanského rybníka bývalo veřejné tábořiště Holany. Dnes je na březích Milčanského rybníka a v okolí mnoho kempů a rekreačních zařízení s možností koupání. Do Holan vedou turisticky značené cesty, červená kolem rybníků, zelená na jih směr Dřevčice a modrá od severu ze Zahrádek pokračující na Kokořínsko. Vedla tudy cyklotrasa 3086, dnes je před Milčanským rybníkem křižovatka cyklotras. K jižní straně městečka přiléhá okraj CHKO Kokořínsko. Nejbližší železniční zastávka je ve tři kilometry vzdálených Zahrádkách na železniční trati Lovosice – Česká Lípa. Zajíždí sem z České Lípy pravidelná autobusová přeprava ČSAD Česká Lípa.

## Kultura a sport
V městysi má mnohaletou tradici pořádání hudebního letního festivalu country, folku a bluegrassu pojmenovaný nyní Holanský pulec, dříve zvaný Holanský kapr.
Fotbalový tým mužů zakončil sezonu 2015/2016 v krajské I. B třídě na druhém místě čtrnáctičlenné tabulky.

## Pamětihodnosti
Z roku 1789 pochází současná stavba pozdně barokního kostela sv. Máří Magdalény. Je v něm nástropní freska od J. Kramolína, oltář pochází z pražského kostela servitů u sv. Michala, jsou zde i sochy od I. Platzera a J. Lauermanna, obraz od Karla Škréty.
V Rybnově se dochovaly nepatrné pozůstatky tvrze stejnojmenné tvrze. Poblíž Holan se nacházejí pozůstatky tvrze Jiljov, hradu Milčany a hradu u Hostíkovic. Zámeček Vřísek nad obcí je však spolu s oborou Vřísek oplocen a veřejnosti nepřístupný. Na jihu je Dolské údolí s Chudým hrádkem. Kravský rybník severovýchodně od Holan je chráněn v rámci přírodní rezervace Jílovka.

### Památné stromy
Na území městyse rostou dva památné stromy:
- Moruše v Čapích Dvorech – morušovník bílý v zahradě domku čp.  5 v osadě Čapí Dvory 50°37′56″ s. š., 14°29′23″ v. d.
- Lípa velkolistá u Holan – lípa velkolistá u kapličky na půli cestě mezi Holany a Loubím 50°36′19″ s. š., 14°29′19″ v. d.

## Galerie

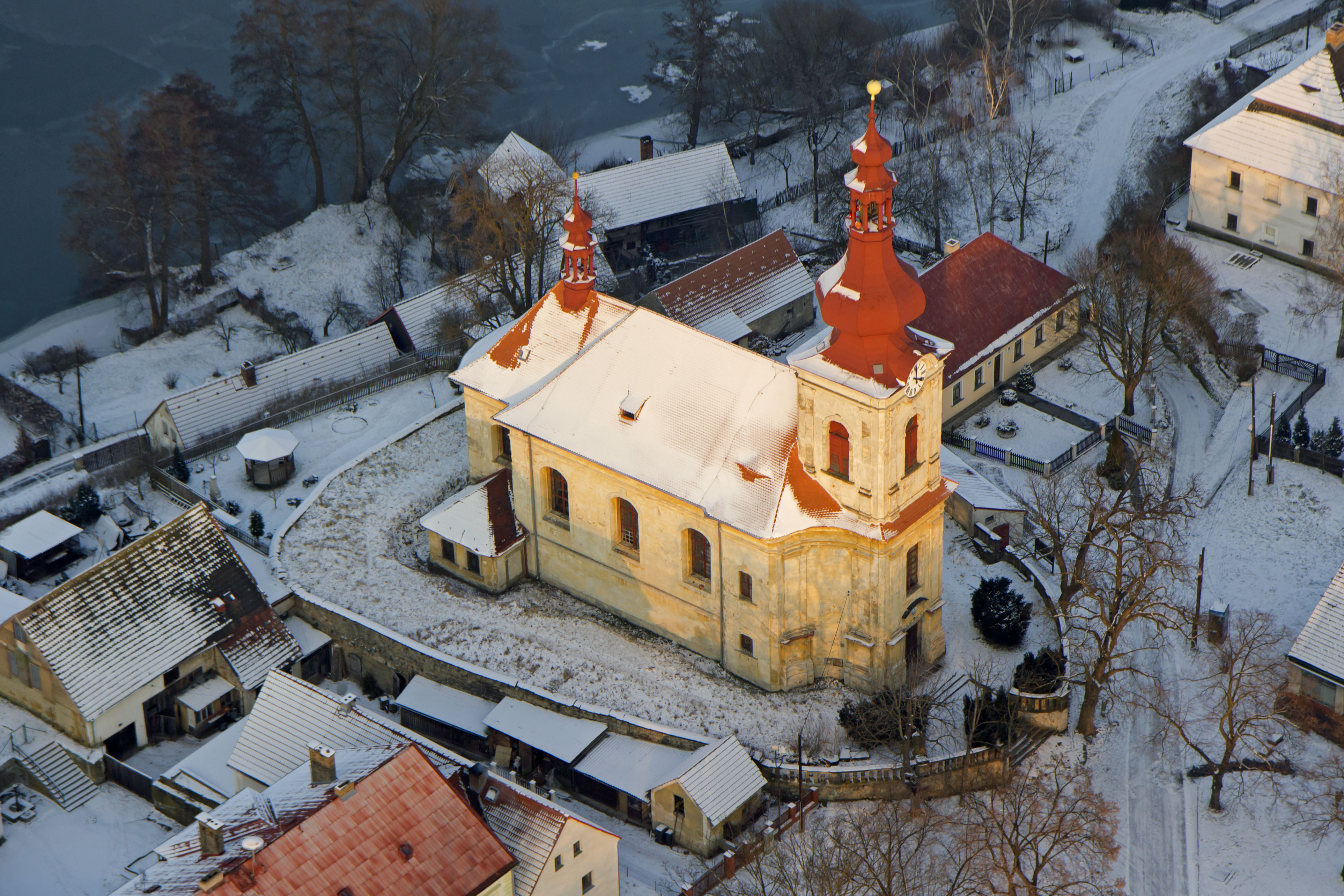
Kostel svaté Máří Magdaleny
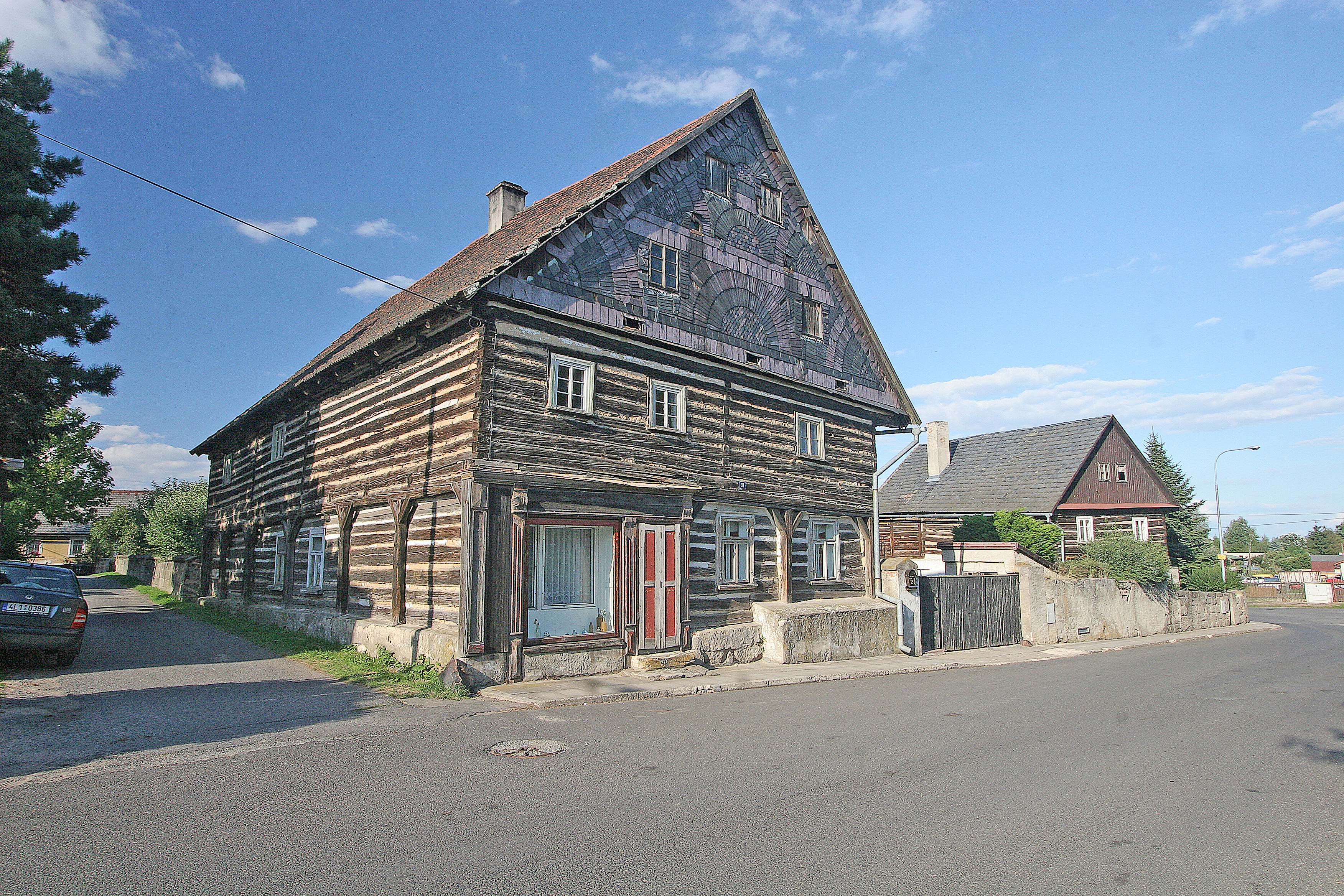
Usedlost čp. 38
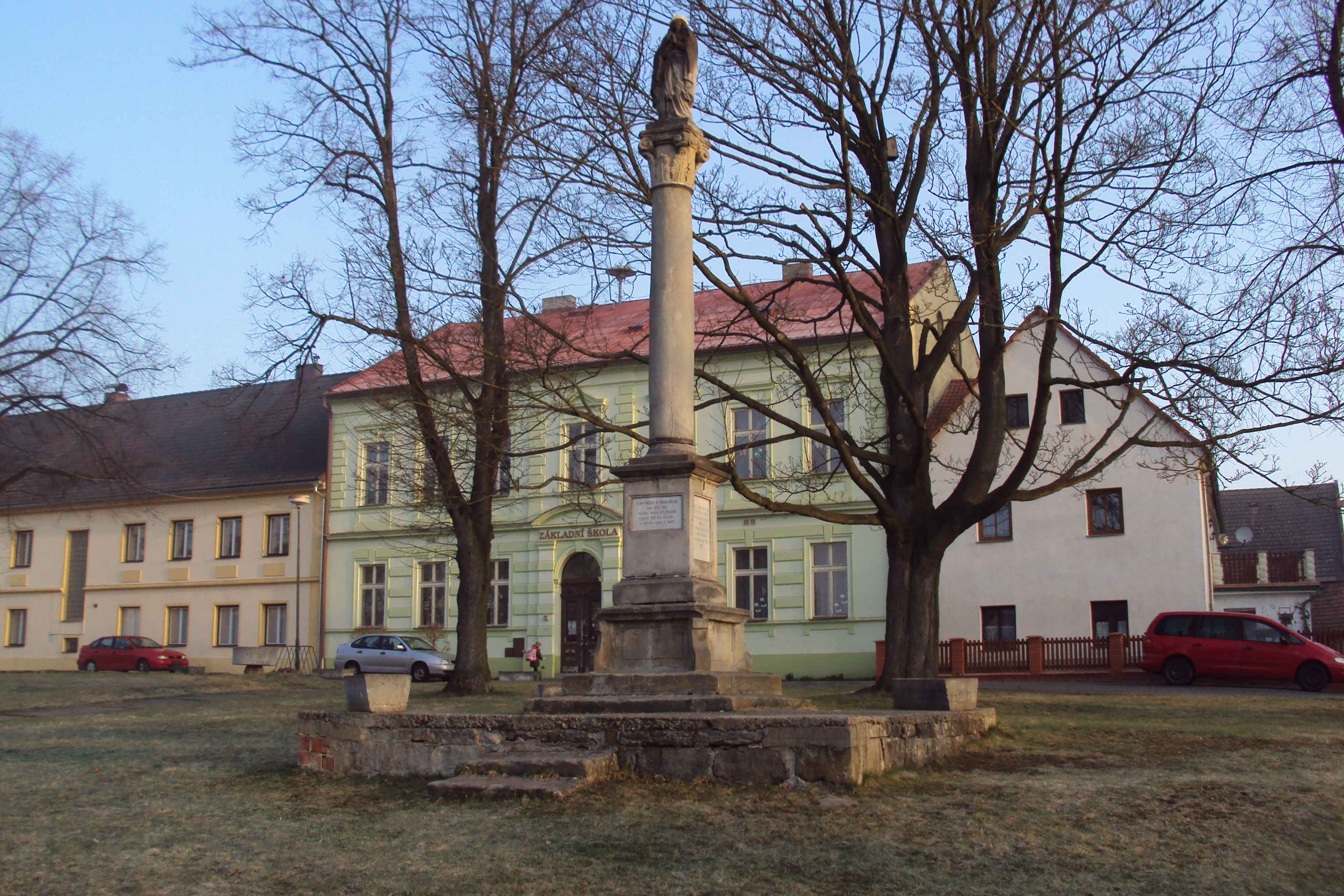
Mariánský sloup na náměstí
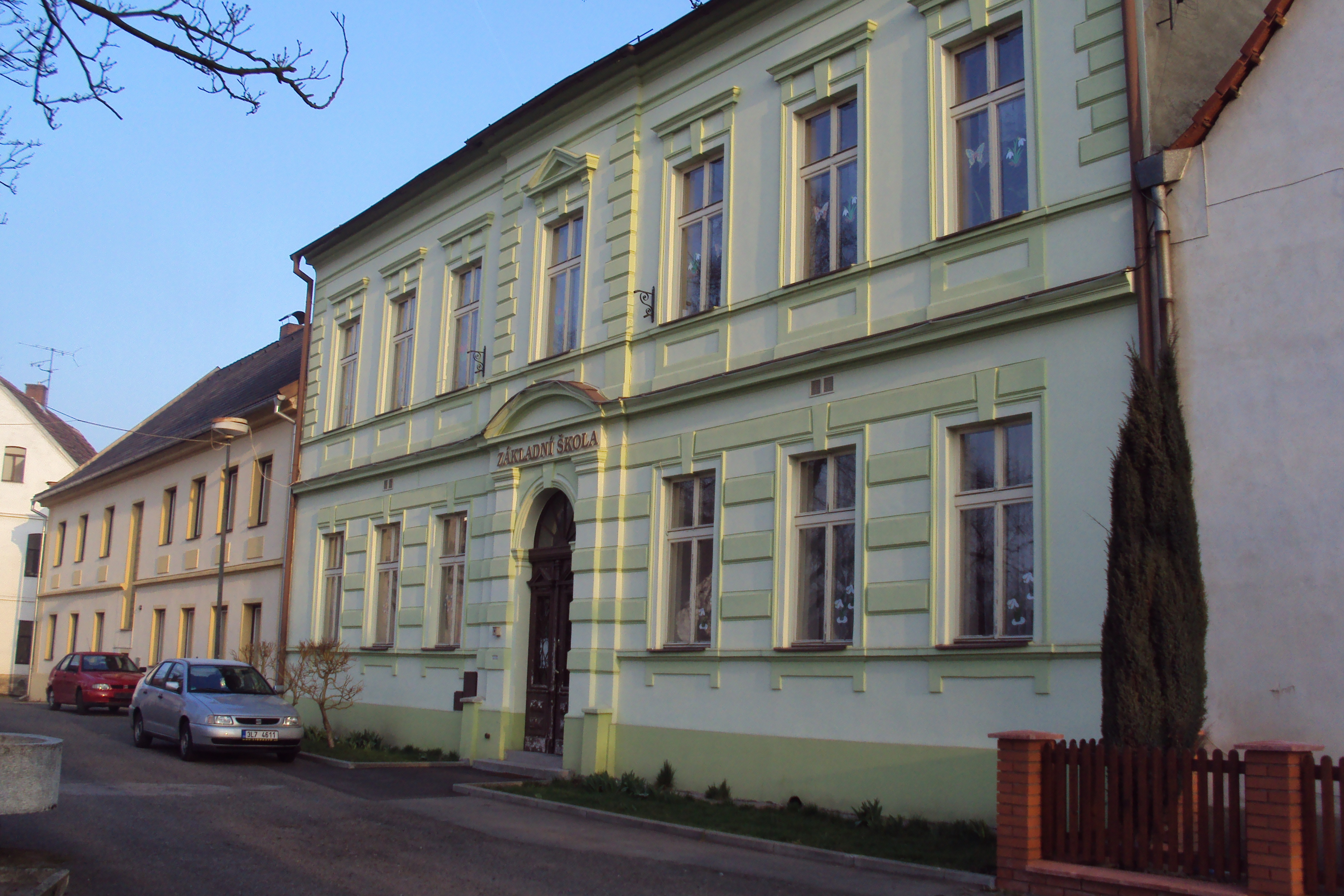
Základní škola
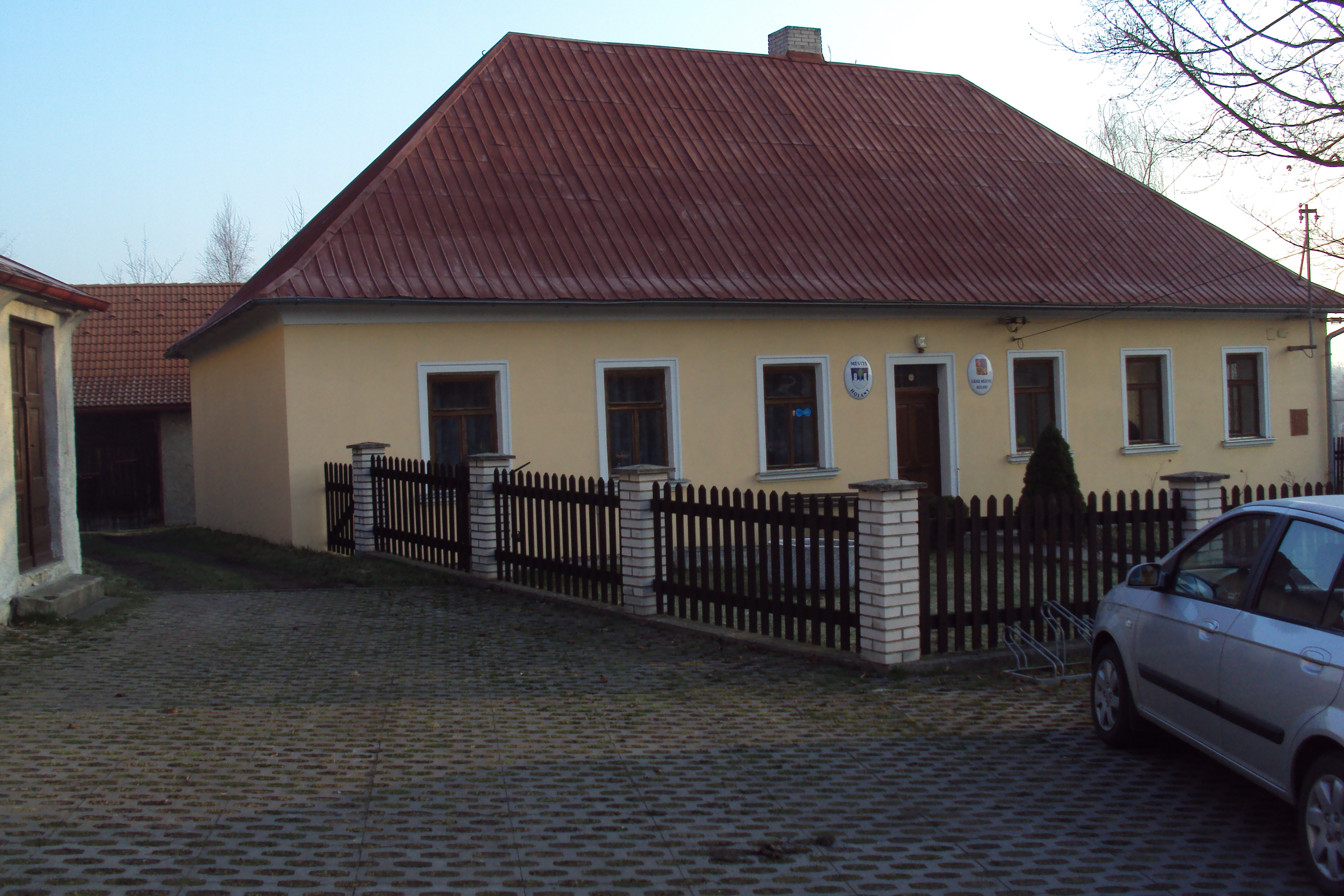
Úřad městyse